# Ford Transit
O Ford Transit é uma linha de vans, miniônibus e pickups produzidas pela Ford Motor Company na Europa.
O Transit foi o veículo comercial ligeiro mais vendido na Europa durante quarenta anos, ao ponto de que em alguns países o termo "Transit" se tornou genérico para se referir às vans comerciais.
Aproximadamente 5,000,000 de unidades foram produzidas desde 1953.

## O primeiro Transit (1953-1965)
Diferente da "família" Transit britânica, a primeira produção Ford para a marca "Transit" foi feita pela Ford de Colônia na Alemanha. Foi lançada em 1953 como FK 1000 naquele mercado, com um motor de quatro cilindros em linha de 1,3 litros da contemporânea Taunus. Em 1955 a capacidade do motor foi aumentada para 1,5 litros. A partir de 1961 este veículo passou a se chamar Ford Taunus Transit.

## 1ª Geração (1965-1978)

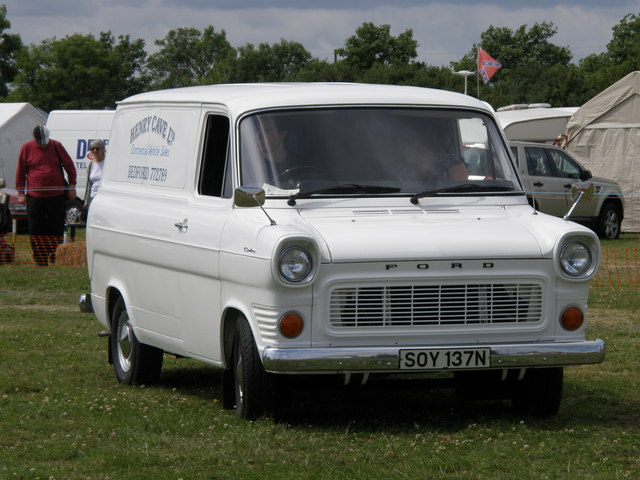
A primeira geração 1965 a 1978 (B/GB), 1976 a 1978 (TR), Ford Transit Mark Ⅰ

## 2ª Geração (1978-1986)

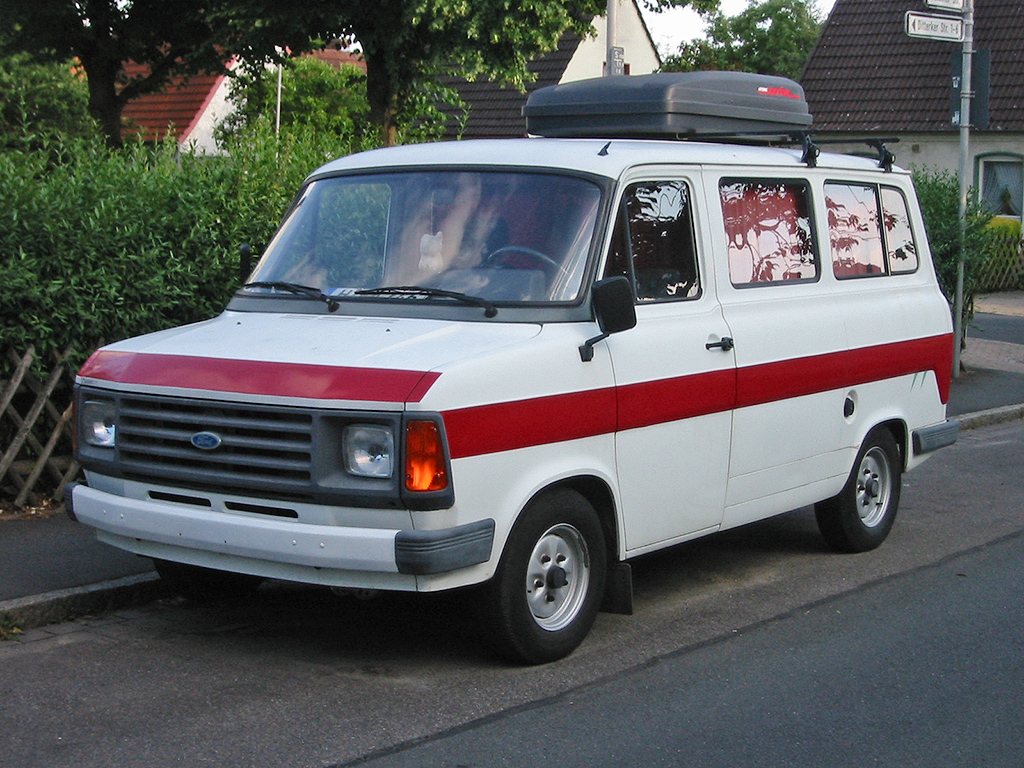
A segunda geração 1978 a 1985 (B/GB/TR), Ford Transit Mark Ⅱ

## 3ª Geração (1986-2003)
|  |  |
|  |  |

## Geração Resumo

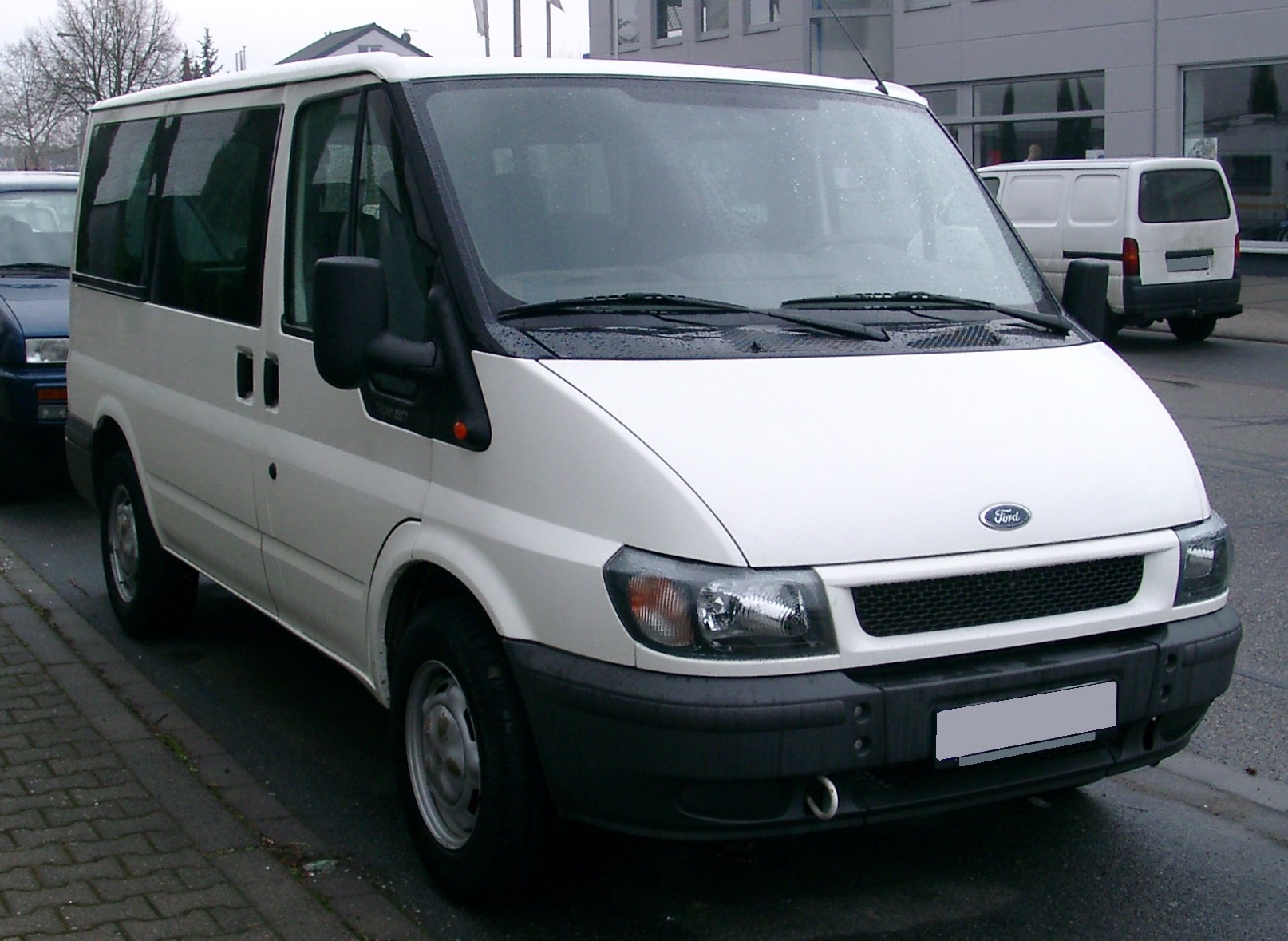
A quarta geração 2000 a 2006 (GB) 2002 a 2006 (TR) 2003 a 2006 (VN).
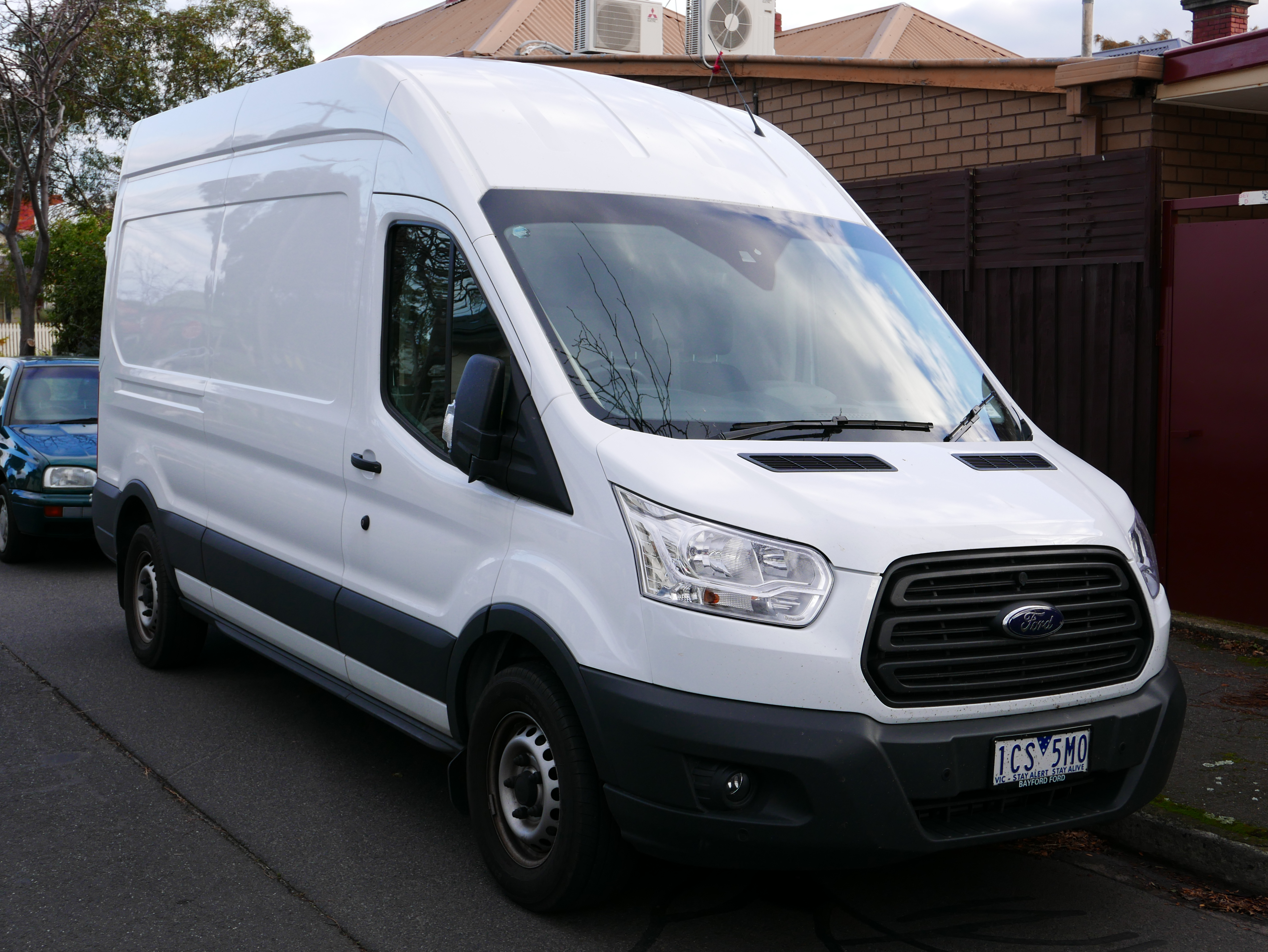
Quinta geração 2013-presente TUR, USA e RUS.
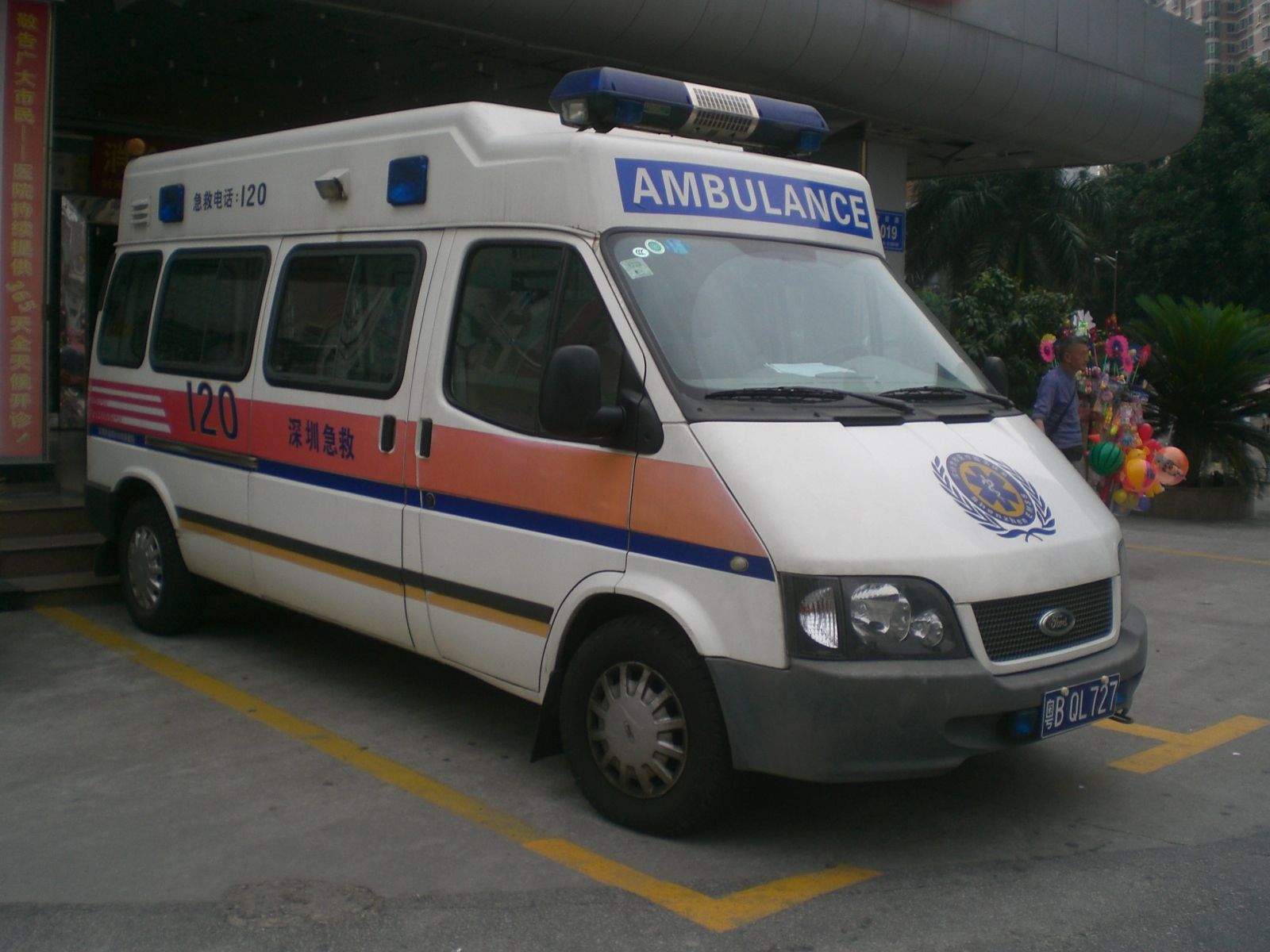
Produção na China desde 2006 (PRC)